# Trichocerca mucripes
Trichocerca mucripes är en hjuldjursart som beskrevs av Elbert Halvor Ahlstrom 1938. Trichocerca mucripes ingår i släktet Trichocerca och familjen Trichocercidae. Inga underarter finns listade i Catalogue of Life.